# Ulrich Graf
Ulrich Graf (6. července 1878, Bachhagel – 3. března 1950, Mnichov) byl německý nacistický politik a jeden ze zakladatelů Schutzstaffel (SS).
Při Pivním puči bránil Hitlera, kvůli čemuž málem přišel o život.

## Život

### Mládí a raná léta ve straně
Vyučil se mlynářem a v roce 1896 vstoupil do armády. Šlo zároveň o amatérského zápasníka a řezníka. V roce 1904 odešel z armády. Odešel do Mnichova, kde pracoval jako úředník a poté jako zaměstnanec potravinové banky.
Po první světové válce vstoupil do Německé dělnické strany (DAP), v níž byl i neznámý vysloužilý desátník Adolf Hitler. Ten se poté vyšvihl v hierarchii strany, až se stal jejím předsedou. V roce 1921 vstoupil do nově vzniklé[zdroj?] NSDAP (měl legitimační číslo 2882). Od té doby byl stálým společníkem a ochráncem Adolfa Hitlera.

### Pivní puč

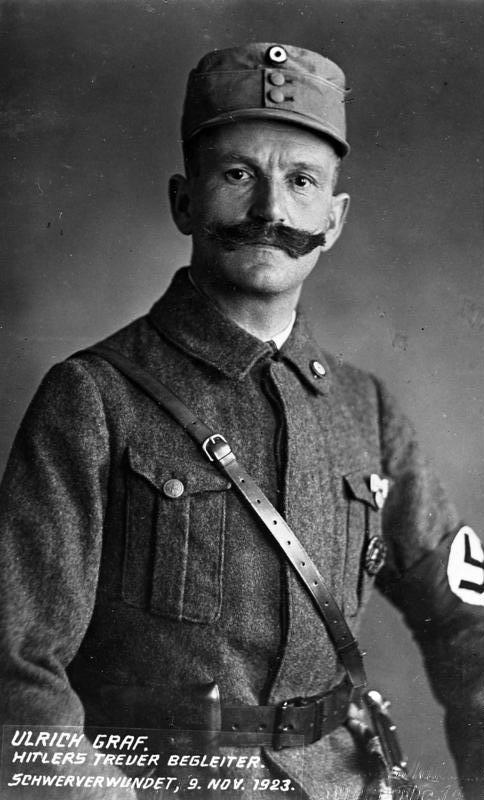
Ulrich Graf

Dne 9. listopadu 1923 se účastnil Pivního puče. Když se na pochodu Mnichovem objevily policisté a vytáhli pušky, začal na ně Graf křičet: „Nestřílejte, jeho excelence Ludendorff se blíží!“ Policisté však vytáhli zbraně a začali střílet. Vrhl se před Hitlera a sám schytal kulku do hrudi. Těžké zranění však dokázal přežít. Kdyby zůstal stát na místě, pravděpodobně by byl Hitler zastřelen.
Díky svému zranění se vyhnul trestnímu stíhání a následnému vězení. V prosinci 1924 působil v Mnichovské městské radě. Roku 1925 se stal jedním ze zakladatelů Schutzstaffelu (SS).
V roce 1935 se stal radním Mnichova a roku 1936 se stal členem Reichstagu. Na Hitlerovy narozeniny 20. dubna 1943 se stal SS-Brigadeführerem. Od Heinricha Himmlera dostal knihu Dlouhý vlak na východ s poděkováním za záchranu Hitlerova života před 20 lety.
Druhou světovou válku přežil. V roce 1948 byl odsouzen k pěti letům nucených prací. Propuštěn měl být roku 1953, ale zemřel v roce 1950 ve věku 72 let.

## Shrnutí vojenské kariéry

### Data povýšení
- Brigadeführer – 20. 4. 1943
- Oberführer – 1937
- Standartenführer – 1936
- Obersturmbannführer – 24. 2. 1935
- Sturmbannführer – 9. 11. 1933
- SS-Sturmführer – 1. 10. 1932

### Výzamná vyznamenání
- Řád krve[1]
- Medaile na památku návratu Memelu[2]
- Sudetská pamětní medaile, se sponou s motivem pražského hradu
- Služební vyznamenání NSDAP[3], bronzové
- Služební vyznamenání NSDAP, stříbrné
- Služební vyznamenání NSDAP, zlaté
- Služební vyznamenání SS[4], I. třída – za 25 let
- Zlatý stranický odznak
- Čestný prýmek starého bojovníka
- Odznak za zranění1918, černé
- Koburský odznak[5]
- Medaile za Anschluss
- SS-Ehrenring